# Fátima Acuña
Fátima Rocio Acuña Insfrán (født 14. august 1999) er en paraguayansk håndboldspiller. Hun spiller for Nueva Estrella og det paraguayanske landshold.
Hun blev valgt til at repræsentere Paraguay ved verdensmesterskabet i håndbold for kvinder i 2017.